# Piddig
Piddig ist eine Stadt in der philippinischen Provinz Ilocos Norte. Im Jahre 2015 zählte sie 21.497 Einwohner. Die Gemeinde liegt an den Ausläufern der Kordilleren und ist sehr hügelig. Das Gebiet wird von zwei Flüssen umgeben: Vom Guisit und dem Palayan.
Piddig ist in folgende 23 Baranggays aufgeteilt:
| - Ab-abut - Abucay - Anao (Pob.) - Arua-ay - Bimmanga - Boyboy - Cabaroan (Pob.) - Calambeg - Callusa - Dupitac - Estancia - Gayamat | - Lagandit - Libnaoan - Loing (Pob.) - Maab-abaca - Mangitayag - Maruaya - San Antonio - Santa Maria - Sucsuquen - Tangaoan - Tonoton |

## Persönlichkeiten
- Teófilo Yldefonso (1902–1942), Schwimmsportler